# Giambattista Bassi
Pour les articles homonymes, voir Bassi.
Giambattista Bassi, né le 20 février 1784 à Massa Lombarda et mort le 5 juillet 1852 à Rome, est un peintre italien. 

## Biographie
Giambattista Bassi naît le 20 février 1784 à Massa Lombarda.
Il est le fils de Francesco et de Rosa Barbieri. Il étudie à l'Académie des Beaux-Arts de Bologne, où il est l'élève de Vincenzo Martinelli. Il obtient son diplôme en 1807. Avec le tableau, Il paese obtient une bourse de trois ans à Rome qui lui permet de poursuivre ses études (2 août 1810).
Son déménagement dans la Ville éternelle lui ouvre les portes de sa réussite artistique. Il se lie d'amitié avec l'écrivain Pietro Giordani qui le soutient et l'introduit dans les milieux de la haute bourgeoisie et de l'aristocratie romaine. En 1811, il se rend à Naples : il y peint deux tableaux commandés par Joachim Murat.
De retour à Rome, il installe son atelier  Via di Ripetta. Il vit à Rome jusqu'à sa mort. Il se distingue comme un peintre paysagiste apprécié et est préféré par la noblesse de la ville ainsi que par de nombreux collectionneurs étrangers. Il vit les meilleures années de sa production artistique de 1816 à 1826. Il reçoit des commandes d'Elizabeth Hervey, duchesse de Devonshire, de Ferdinand Ier, du prince Henri de Prusse, du comte Esterhazy et de Lady Bentinck. Grâce à son succès, il répète plusieurs tableaux, comme La Grotte de Posillipo. Il est appelé en son temps « maître du vérisme ». Il a comme élève préféré Basilio Magni.
Ses œuvres se sont répandent dans toute l'Europe : de l'Angleterre à la Prusse, des Pays-Bas à l'Espagne, de Munich à Vienne. En 1839, il reçoit le titre d'universitaire de mérite à Ravenne.
En 1849, il réalise six vues de Rome : il est le premier à représenter la ville après le siège de l'armée française. Les œuvres allient une valeur artistique à une valeur documentaire incontestable.
Dans les dernières années de sa vie, Giambattista Bassi tombe dans la pauvreté. Il passe ses dernières années dans l'oubli, tout en continuant à peindre jusqu'à ses derniers jours.
Il meurt le 5 juillet 1852 à Rome. Sa dépouille repose dans l'Église Sant'Andrea de Rome (quartier Flaminio).

## Travail et héritage
Nombre de ses œuvres sont conservées dans des collections européennes et américaines.
Son art est largement influencé par la formation reçue dans son pays natal. De plus, pendant les années passées à Bologne, il a pu apprendre la tradition paysagère locale. Giambattista Bassi a continué cette école et l'a transmise à son tour.